# Jenő Balás
Jenő Balás (n. decembrie 1882, Remetea, Harghita, România – d. 6 martie 1938, Budapesta, Regatul Ungariei) a fost un inginer minier, hidrolog și cercetător maghiar, fondator al mineritului de bauxită din Ungaria. 
Școala elementară o termină în localitatea natală, Remetea, după care urmează cursurile liceale la Odorheiu Secuiesc, apoi studiază la Politehnica din Budapesta și Academia Minieră din Selmecbánya.
Începănd din 1912 desfășoară activități inginerești independente, încercând să creeze o structură unificată a micilor mine de zăcăminte metalifere. În primul război mondial participă ca ofițer genist, conducând operațiunile de construcție a unor cazemate, în paralel face explorări ale zăcămintelor de bauxită în perimetrul Valea Iadului și Vașcău. În 1919 autoritățile române îl expulzează din Transilvania. Din anul 1920 activează la Comisia de Stat pentru Analiza Prețurilor din Budapesta, mai târziu devine membru al Consiliului Național al Muncii din Ungaria.
În anul 1920 descoperă zăcăminte de bauxită în munții Vértes și Bakony.
Stabilește morfologia geologică a straturilor de bauxită:ele sunt așezate pe un substrat dolomitic din perioada triasică, peste stratul de bauxită așezându-se un strat de calcar din epoca eocenă.
Zona cercetată au fost împrejurimile localităților Halimba, Bodajk și Gánt.
În anul 1934 a proiectat regularizarea apelor lacurilor Velencei și Balaton, recum și a cursului râului Sió. A cartografiat și sistematizat izvoarele de apă termală din Budapesta. Un merit incontestabil al lui Jenő Balás a fost inițierea și organizarea mineritului de bauxită in Ungaria. Singurele țări din Europa în care la ora actuală se exploatează profitabil bauxita sunt Grecia și Ungaria.
În anul 1996 școala generală din Ciutac Sat a luat numele lui Jenő Balás. În 1998 Consiliul Local al comunei Gánt a înființat o sală memorială în amintirea lui, iar în 1999 sa așezat o placă comemorativă cu efigia lui pe peretele frontal al școlii generale din Ciutac Sat.